# Epidauro

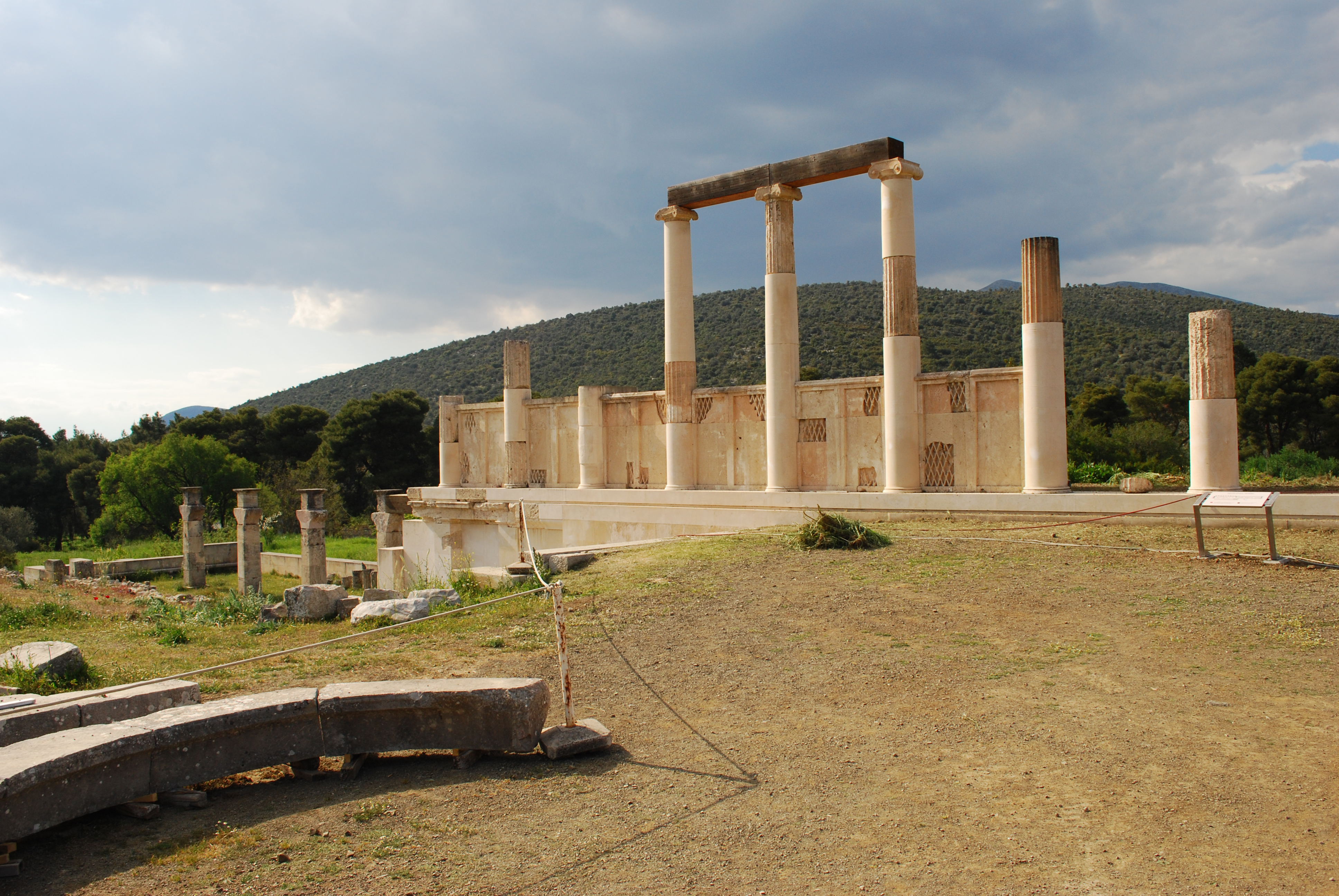
Abatón de Epidauro.

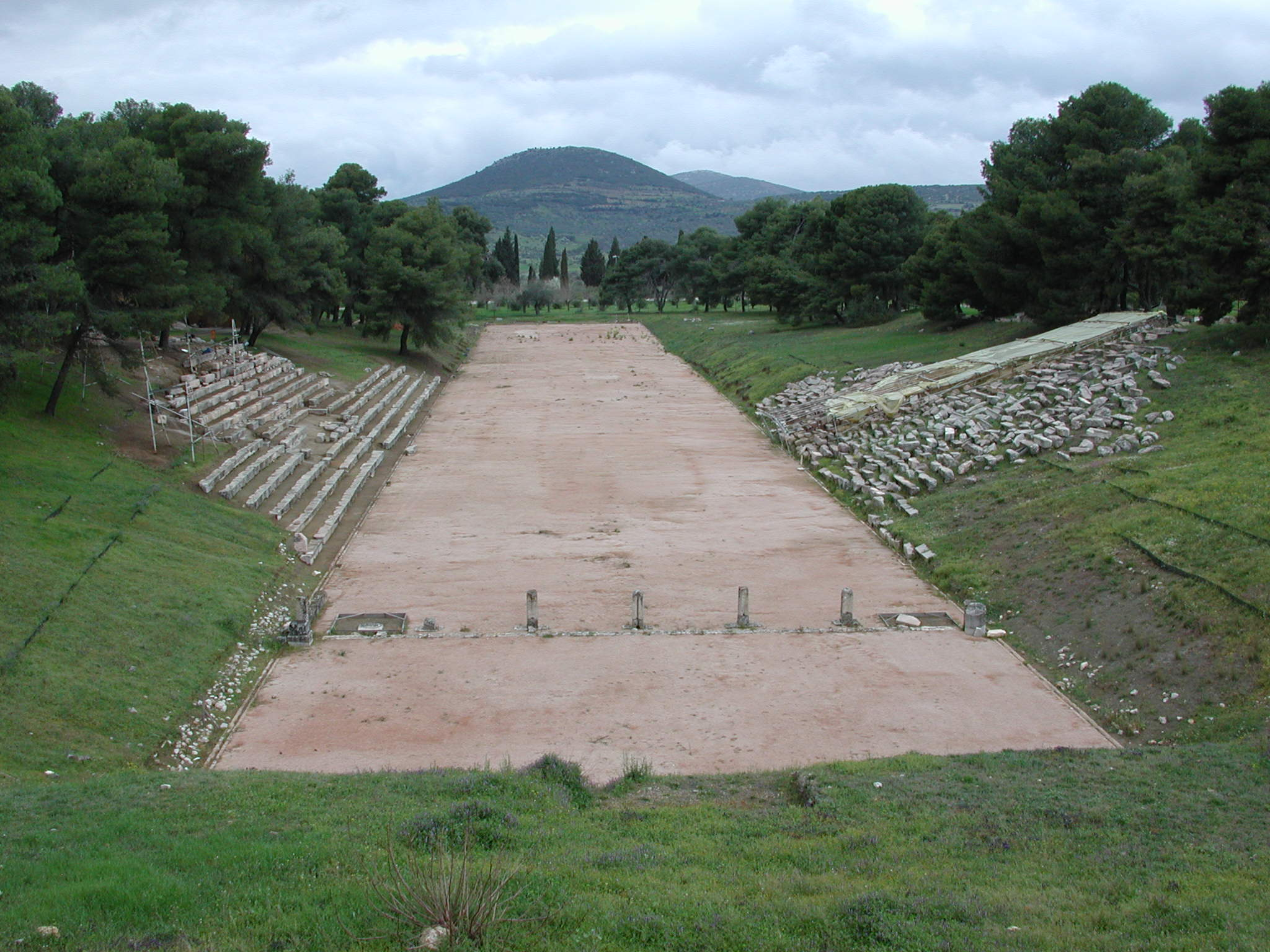
Estadio de Epidauro.

Epidauro (en griego: Ἐπίδαυρος, Epídauros; en latín: Epidaurus) era una pequeña ciudad griega de la Argólida, península al noreste del Peloponeso. Es principalmente conocida por su santuario de Asclepio, a unos 8 km al oeste de la ciudad, y por su teatro, que acoge representaciones aún en nuestros días. Desde 2011 es uno de los municipios de la unidad periférica de Argólida.
Fue una ciudad-estado independiente, incorporada al distrito de Argólida por Roma. Su territorio, bastante reducido, recibía el nombre de Epidauria, y limitaba al oeste con Argólida, al norte con Corinto, al sur con Trecén, y al este con el golfo Sarónico. Estaba situada en una pequeña península que formaba una llanura con viñas y montañas. El puerto estaba en la parte norte de la península, bien protegido. La ciudad original estaba limitada a parte de la península, pero se extendió al norte y al sur.
Estaba solo a seis horas en barco de Atenas; estaba cerca de Egina y Argos (a esta última estaba unida por una buena vía), y todo eso contribuyó a su importancia.
La ciudad fue gobernada por reyes, pero más tarde la oligarquía sustituyó a la monarquía. Más tarde fue gobernada por tiranos.
El actual municipio de Epidauro se formó en 2011 mediante la fusión de los antiguos municipios de Epidauro y Asklipieío, que pasaron a ser unidades municipales. Su capital es la villa de Lygourió, en la unidad periférica de Asklipieío. El municipio tiene un área de 340,4 km² y 8115 habitantes en el censo de 2011.

## Origen mítico
Estrabón dice que su antiguo nombre fue Epitauros. Según Aristóteles, Epidauro estaba ocupada por carios hasta el retorno de los Heráclidas, momento en el que fue colonizada por jonios, procedentes de la Tetrápolis ática. En general se cree que fue colonizada por jonios que fueron expulsados por los dorios. Pausanias dice que en tiempos de la invasión de los dorios estaba gobernada por Pitireo, descendiente de Ion, e hijo de Juto, que entregó el país a Deifontes y los argivos, y se retiró a Atenas con su gente.
Deifontes es presentado como yerno de Témeno (casado con su hija Hirneto), al que correspondió Argos en el reparto de las conquistas dorias; las desgracias de Deifontes fueron objeto de las historias de los poetas trágicos.

## Historia
Es citada en el Catálogo de las naves como «Epidauro de los buenos viñedos». En los siglos VII a. C. y VI a. C., pertenecía a la anfictionía llamada «de los Minias», cuyo emplazamiento estaba situado en la isla de Calauria. A finales del siglo VI a. C., estaba gobernada por el tirano Procles, que dio a su hija Melisa en matrimonio a Periandro, tirano de Corinto. Periandro atacó Epidauro e hizo prisionero a Procles conquistando la ciudad. Después de la tiranía volvió la oligarquía.
En época histórica, oligarcas dóricos continuaban siendo los dirigentes de la ciudad, que era una de las principales ciudades comerciales del Peloponeso, y colonizó Egina que por mucho tiempo fue una dependencia. También colonizó Cos, Calimnos y Nísiros, pero cuando el comercio creció, Egina aumentó su importancia y suplantó a la metrópolis en el siglo VI a. C.
Epidauro siempre apostó por el régimen oligárquico, lo que la hizo, por una parte, ganarse las simpatías de Esparta hasta la formación de la Liga Aquea, y por otra, ganarse la enemistad de Argos, la capital de la Argólida, una vez que en ésta se instauró la democracia.
La ciudad de Epidauro estaba gobernada por artinos (artynae) que presidían un consejo de 180 miembros; los habitantes originales no dorios eran los konípodes que trabajaban la tierra para sus amos dorios, pero no eran esclavos. 
En las guerras médicas, la ciudad envió ocho naves a la batalla de Artemisio, 800 hombres a Platea y 10 barcos a Salamina. Al acabar la guerra, Salamina se alió con Esparta y entró en la Liga del Peloponeso, contra Atenas y la Liga de Delos. Tomó parte en el «asunto de Corcira» y proporcionó trirremes a Corinto. Epidauro constituyó un punto neurálgico del enfrentamiento entre Atenas y Esparta.
En el 419 a. C., durante la guerra del Peloponeso, los argivos intentaron conquistar la ciudad, pero fueron rechazados. 
En 243 a. C., Epidauro reunió a la Liga Aquea. En el verano del 225 a. C., fue tomada por Cleómenes III, rey de Esparta. Más tarde, toda la Liga se aliaría con Roma con la que firmaría un tratado de paz en 198 a. C. 
Escipión Emiliano la visitó en 168-167 a. C., en la misma época que otros grandes lugares del helenismo, como Atenas, Delfos y Olimpia. En 87 a. C., es arrasada por Sila, que saqueó el tesoro del templo. 
El santuario fue destruido por los godos de Alarico en el 395 d. C.
La última mención de Epidauro se remonta al siglo VI, en el Synekdemos de Hierocles, una obra que describe las divisiones administrativas del Imperio bizantino.
La antigua ciudad de Epidauro estaba en la península de Aktí (hoy llamada Nisí) a unos 9 km del santuario. Su nombre proviene de la locución griega epi tis auras (“sobre la brisa”).

## Lugares de culto
En territorio de Epidauro, el monte Cirtonio fue un lugar donde se rendía culto a una divinidad sanadora desde el siglo XVI a. C. En este mismo lugar fue erigido un santuario de Apolo Maleatas en torno al año 800 a. C. y fue a mediados del siglo VI a. C. cuando se estableció el culto a Asclepio, que tuvo que desarrollarse en el valle que hay al pie del monte debido a la gran afluencia de peregrinos que hacia que el espacio situado en la cima del monte fuera insuficiente.
Desde la época clásica, Epidauro gozó de un gran renombre gracias a ese santuario consagrado a Asclepio, donde se practicaba la medicina por la interpretación de los sueños. Comprendía varios edificios públicos, entre los cuales había un gran templo construido en el siglo IV a. C., el tholos, el teatro y algunos pequeños templos. En honor de Asclepio se organizaban las Asklepieia, un festival de música y juegos deportivos pentéterico que comprendía carreras de caballos y, a partir del siglo IV, concursos de poesía. El culto de Asclepio tuvo su apogeo en la época helenística.
En su obra Descripción de Grecia, Pausanias da una lista de sus edificios principales que había en su tiempo: el templo de Atenea Cisea en la acrópolis, el templo de Dioniso, el de Artemisa, el de Afrodita, y por supuesto el de Asclepio, en las afueras; y el de Hera en el puerto, probablemente en el actual Cabo Nicolau.

## Arqueología
Las ruinas de Epidauro fueron excavadas a partir del siglo XIX. Han permitido sacar las ruinas del santuario de Asclepio, de un templo de Artemisa, del Timele (un tholos del siglo IV a. C.), de un templo de Afrodita y sobre todo del teatro.
Dice Pausanias que en el recinto del tholos había unas estelas con los nombres de los que habían sido curados por Asclepio, y que estaban escritos en lengua doria. En las excavaciones se han hallado muchas inscripciones en dialecto argivo, que pertenece al grupo dorio, propio de Epidauro, que lo confirman.
En la ciudad había también gimnasio, palestra, estadio, pórticos y termas. 
El teatro de Epidauro figura entre los mejores preservados de Grecia. Fue construido aprovechando la vertiente de una montaña, con un diámetro de 112 metros y 32 filas de asientos en la parte baja, 20 en la parte central y 24 en la superior, con capacidad para 12.000 espectadores y el proscenio. En la antigüedad era ya célebre por la armonía de sus proporciones. Fue concebido por el arquitecto y escultor Policleto el Joven a mitad del siglo IV a. C., igualmente responsable de la tholos, reseñable por sus columnas corintias adornadas con bellos capiteles.
Las murallas están medianamente bien conservadas en parte.
También se han hallado algunos restos del periodo micénico que incluyen tumbas de cámara, un santuario que precedió al posterior templo de Apolo Maleatas, y un pequeño asentamiento junto a este. Los restos de cuatro puentes micénicos en el camino entre Tirinto y Epidauro indican que por allí discurría una destacada vía de comunicación en ese periodo.
Las ruinas de la antigua Epidauro fueron nombradas como Patrimonio de la Humanidad por la Unesco en el año 1988. Su ubicación se encuentra al suroeste de actual pueblo de Palea Epidavros.

## Véase también

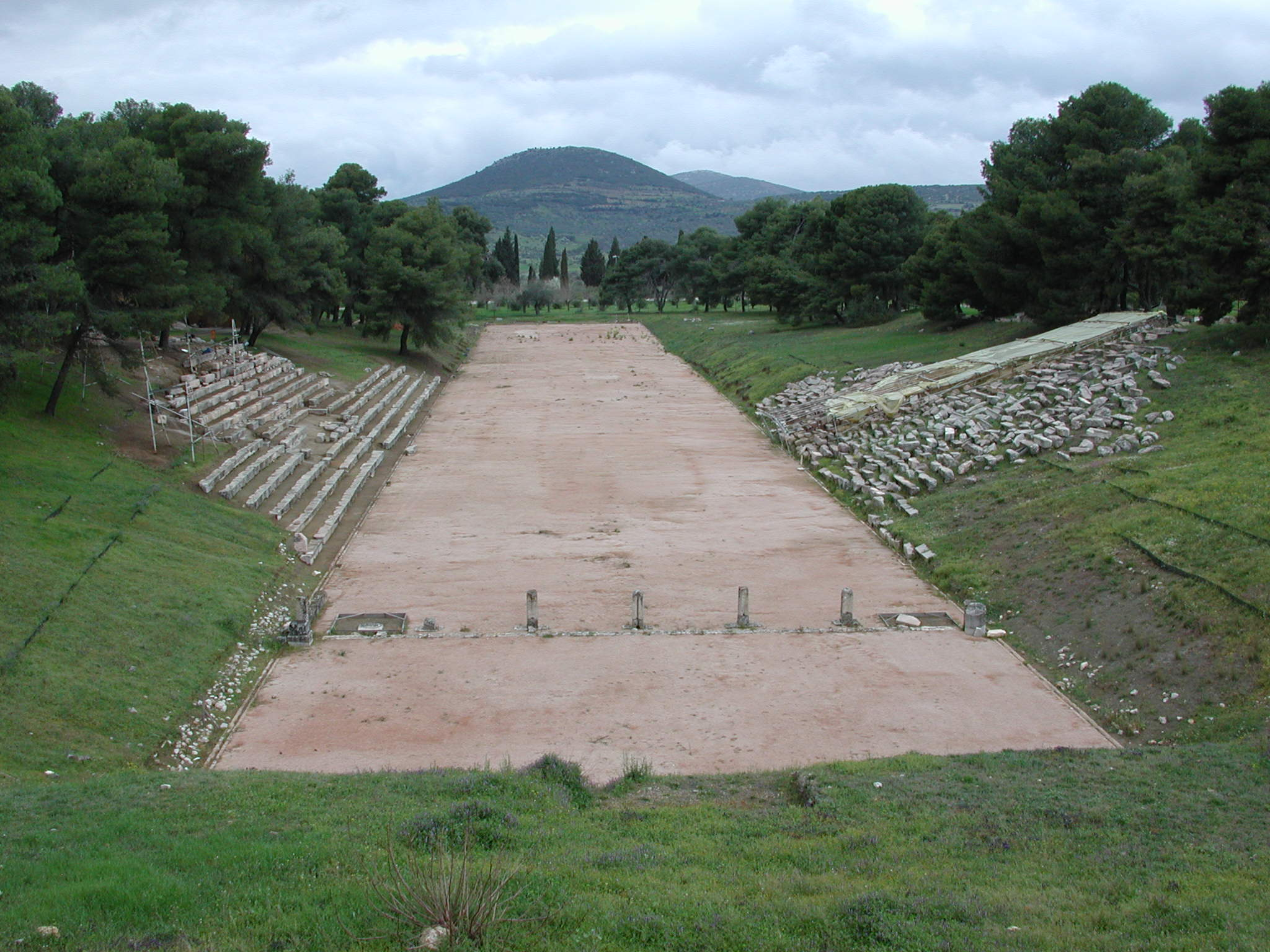
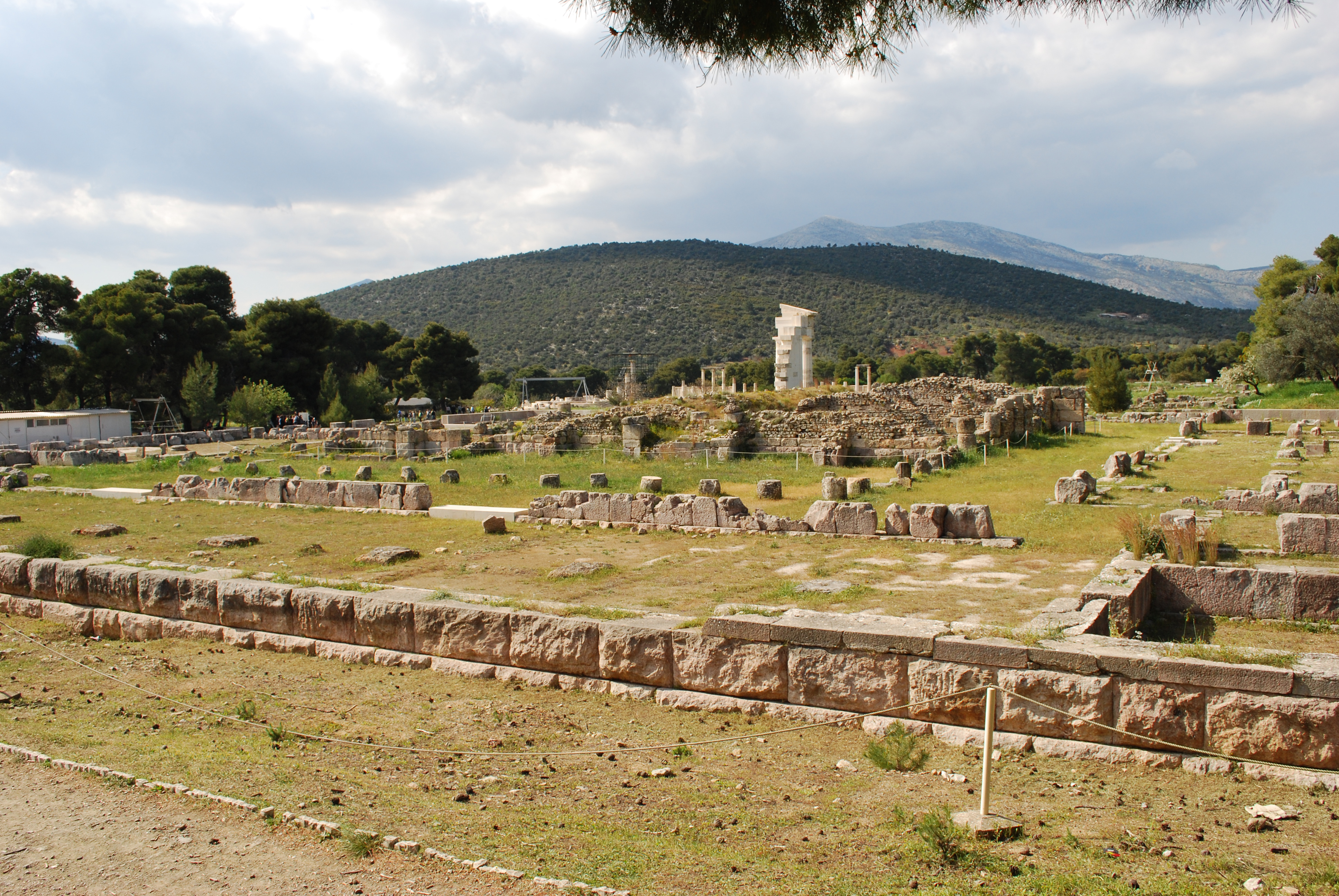
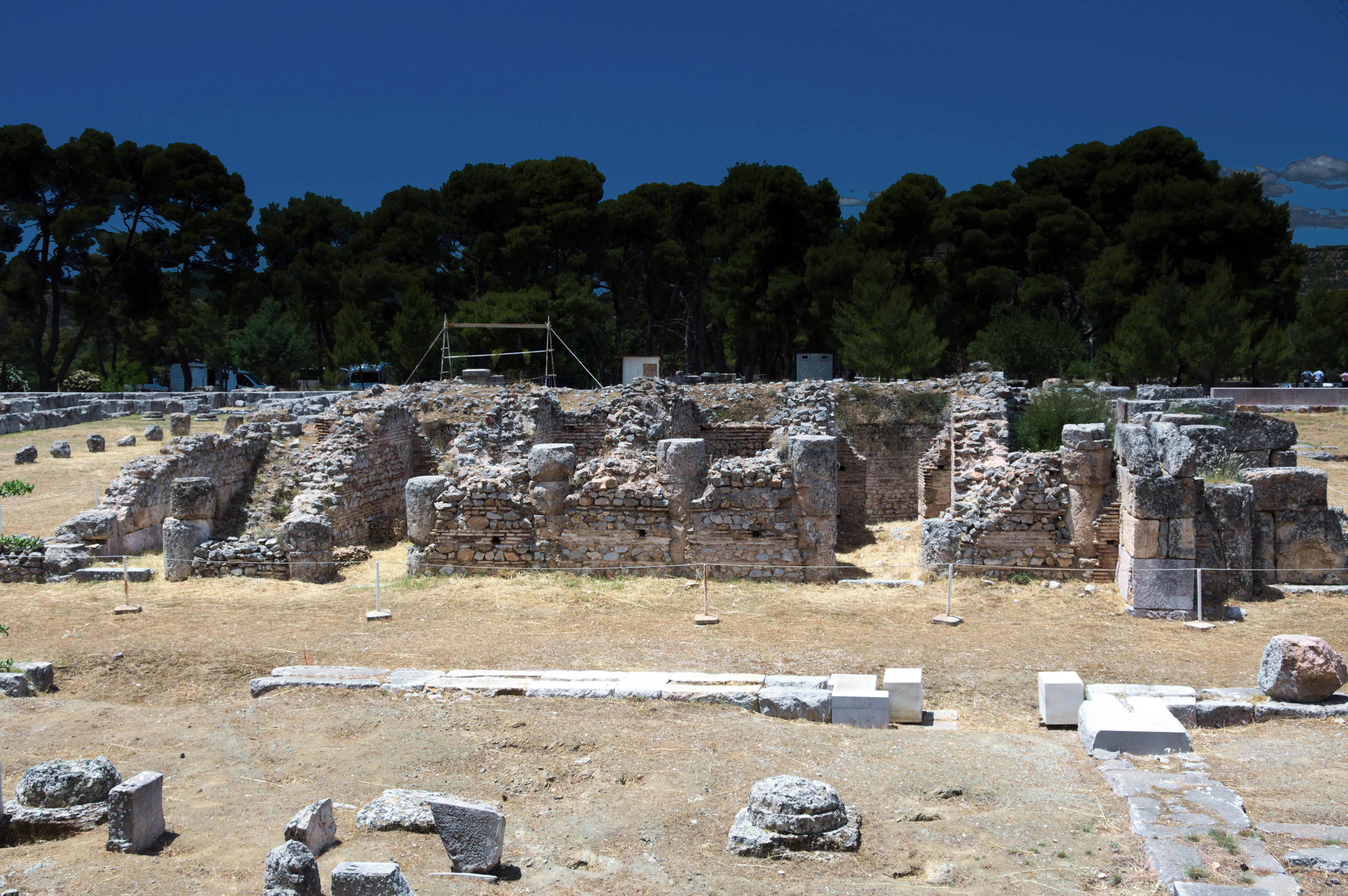
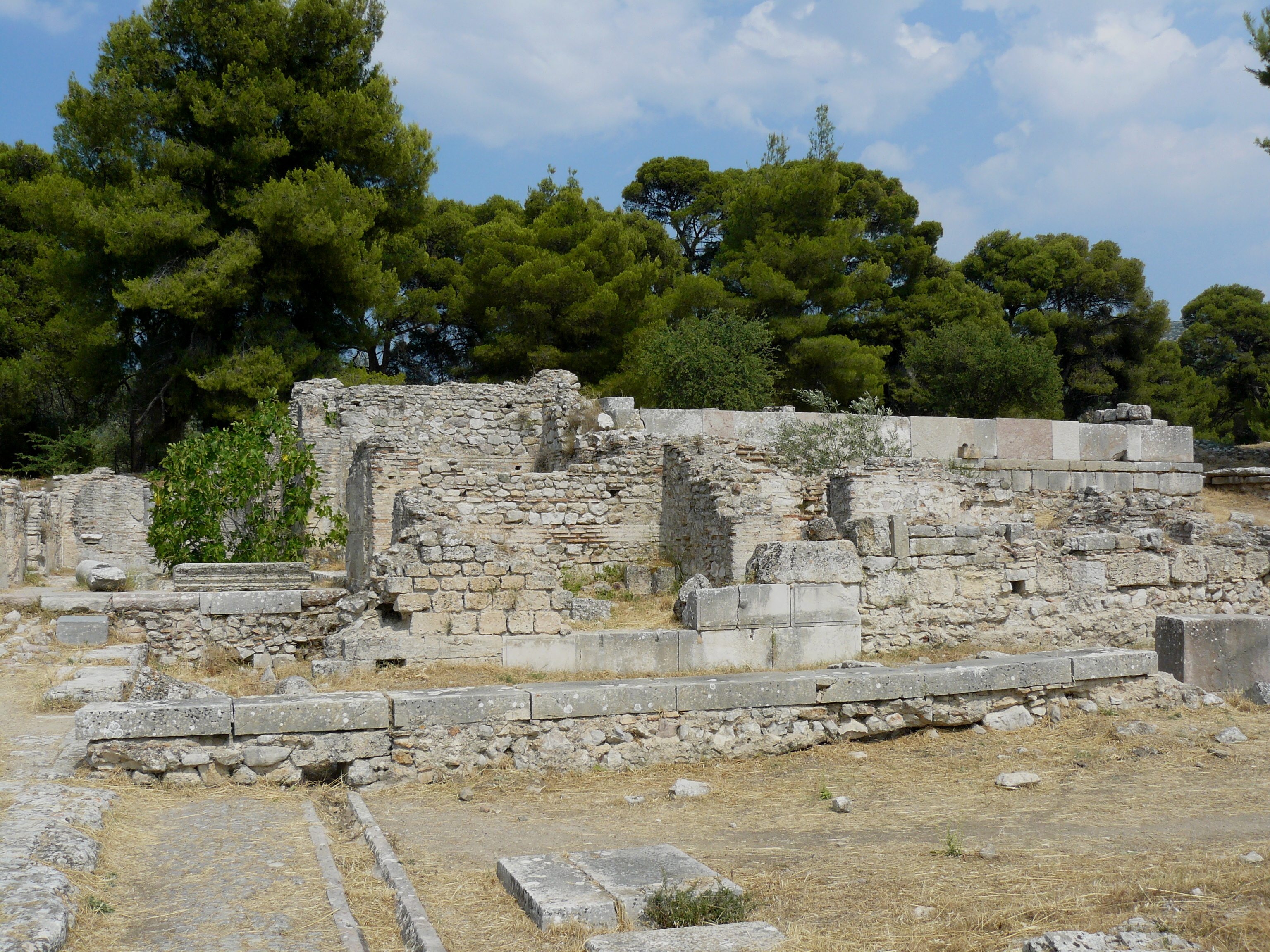
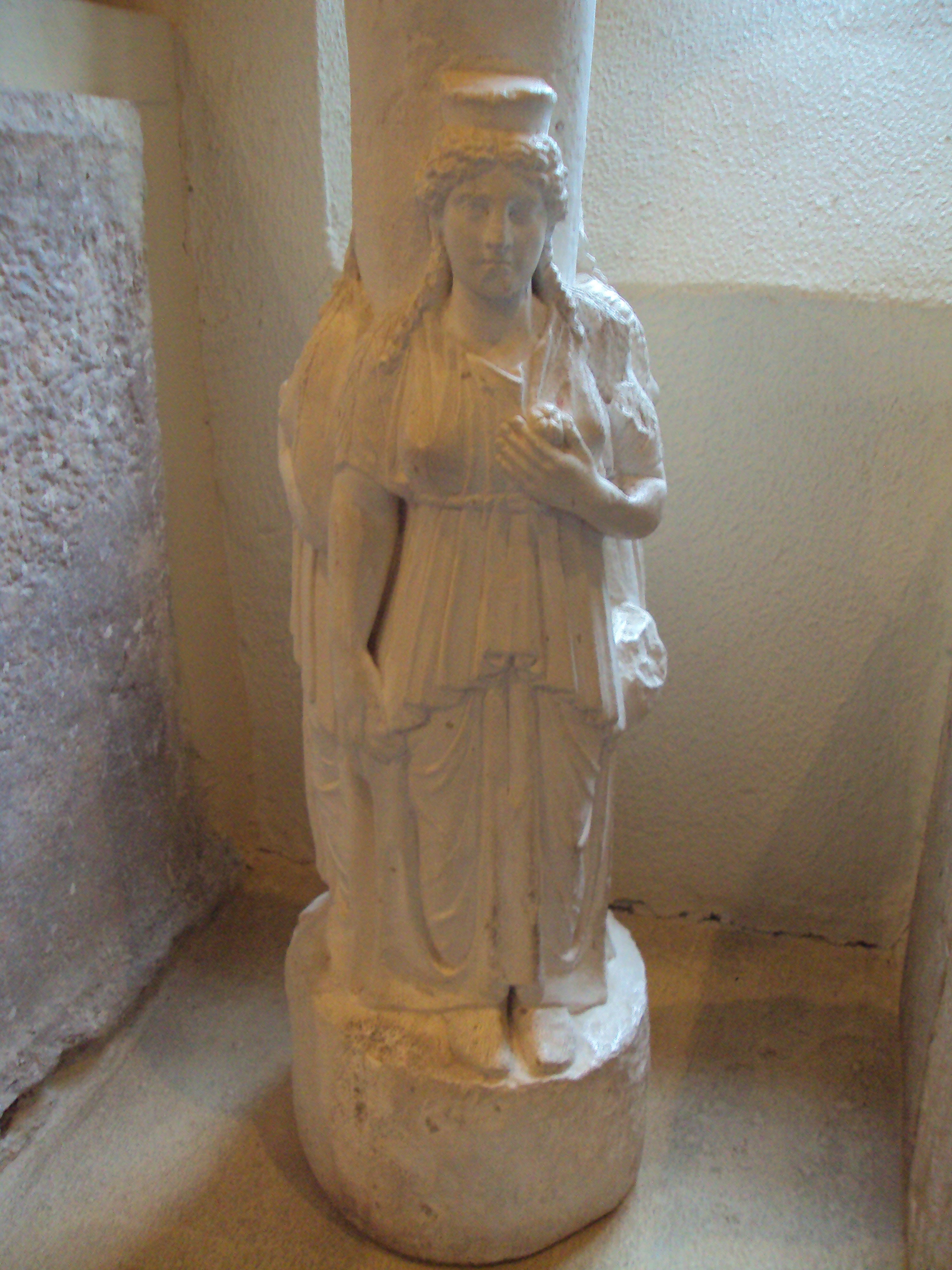
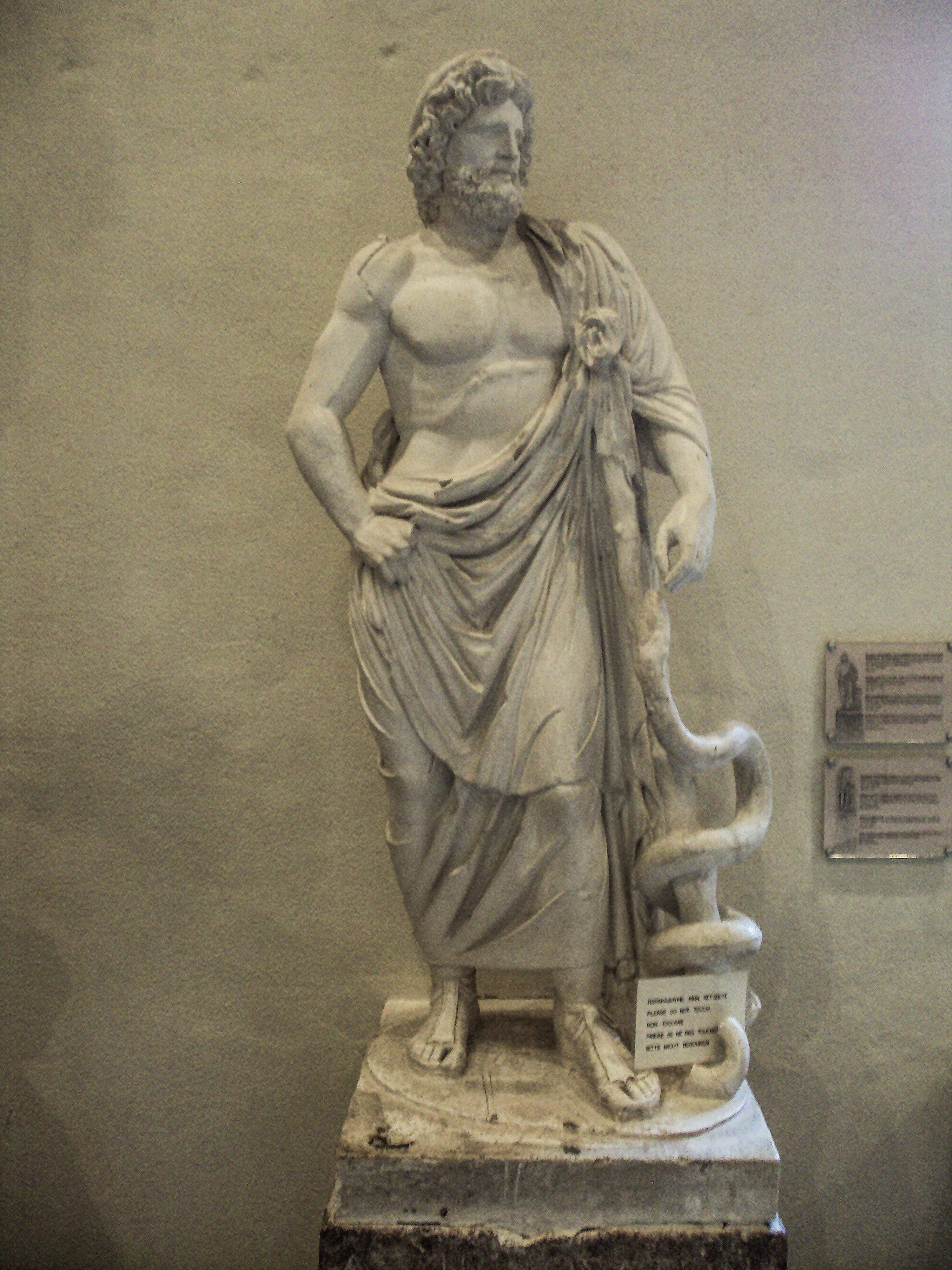
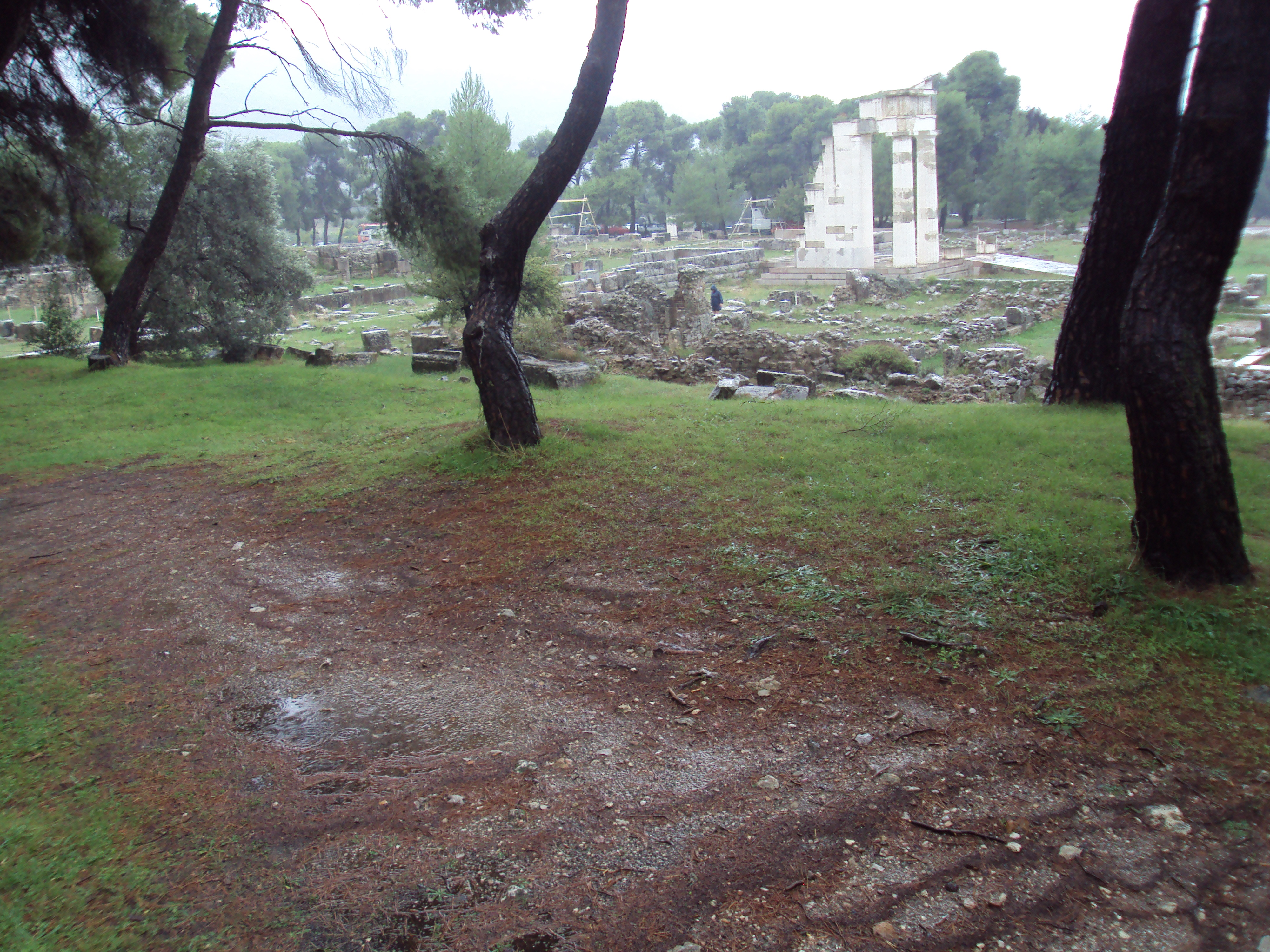